# Wigan Borough FC
Wigan Borough FC was een Engelse voetbalclub uit de stad Wigan, Lancashire. 
De club speelde eerst in de Northern League alvorens toe te treden tot de Third Division North in 1921/22. In het tweede seizoen werd Borough 5de, daarna zakte de club weg naar de middenmoot en eindigde in 1929 op de 4de plaats. Tijdens het seizoen 1931/32 trok de club zich na 12 wedstrijden terug en werd kort daarna opgeheven. 
De opvolger van Borough werd Wigan Athletic, dat ook in het stadion Springfield Park bleef spelen tot 1998. Het duurde wel tot 1978 vooraleer Athletic werd toegelaten tot de Football League; in 2005 speelde de club dan voor het eerst in de Premier League.